# Pierbattista Pizzaballa
Pierbattista Pizzaballa (Cologno al Serio, 21 aprile 1965) è un cardinale, patriarca cattolico e biblista italiano dell'Ordine dei frati minori, dal 24 ottobre 2020 patriarca di Gerusalemme dei Latini.

## Biografia
È nato a Castel Liteggio, frazione di Cologno al Serio, in provincia e diocesi di Bergamo, il 21 aprile 1965, da Pietro Pizzaballa e Maria Maddalena Tadini.
È figlio di un cugino di Pier Luigi Pizzaballa, ex-portiere di Atalanta, Roma, Verona e Milan.

### Formazione e ministero sacerdotale
In tenera età si è trasferito per intraprendere il percorso di formazione presso i frati minori dell'Emilia Romagna: ha frequentato le scuole medie nel seminario minore "Le Grazie" di Rimini e ha conseguito la maturità classica presso il seminario arcivescovile di Ferrara nel giugno del 1984.
Ha vestito l'abito religioso il 5 settembre 1984 nel convento di Santo Spirito a Ferrara ed è entrato nel noviziato del santuario della Verna come frate minore dell'allora provincia francescana di Cristo Re (Emilia-Romagna). Qui ha emesso la professione temporanea il 7 settembre 1985. Ha continuato quindi la sua formazione filosofico-teologica a Bologna, dove il 10 ottobre 1989 ha emesso la professione solenne presso la chiesa di Sant'Antonio di Padova.
Nel 1990 ha conseguito il baccalaureato in teologia presso lo studio teologico "Sant'Antonio" di Bologna, affiliato alla Pontificia Università Antonianum di Roma; nello stesso anno, il 15 settembre, è stato ordinato presbitero, nella cattedrale di Bologna, dal cardinale Giacomo Biffi. Trascorso un periodo di un anno a Roma, si è trasferito in Terra Santa, a Gerusalemme, nell'ottobre 1990.
A Gerusalemme si è iscritto allo Studium Biblicum Franciscanum (SBF), conseguendo nel 1993 la licenza in teologia con specializzazione biblica. Dopo aver trascorso un periodo di studi in ebraico moderno e lingue semitiche presso la Hebrew University di Gerusalemme (1993-1994), dal 1998 è stato professore assistente di ebraico biblico e giudaismo presso lo SBF e lo Studium Theologicum Jerosolymitanum (STJ). Il 2 luglio 1999 è entrato formalmente a servizio della Custodia di Terra Santa.
Accanto all'impegno accademico, la sua attività pastorale è stata indirizzata soprattutto verso la comunità "ebreofona" (comunità cattolica in Israele che si esprime in ebraico moderno). In questa linea, nel 1995 ha curato la pubblicazione del Messale Romano in lingua ebraica e tradotto vari testi liturgici in ebraico per le comunità cattoliche in Israele. Ha ricoperto il ruolo di assistente generale dell'ausiliare del patriarca latino di Gerusalemme per la cura pastorale dei cattolici di espressione ebraica in Israele e di vicario parrocchiale per la comunità cattolica di lingua ebraica a Gerusalemme. Tra il 2001 e il 2004 è stato superiore del convento dei Santi Simeone e Anna a Gerusalemme, convento che ha la cura pastorale dell'annessa parrocchia di espressione ebraica e nel quale i frati residenti si esprimono in ebraico.

#### Custode di Terra Santa
Nel 2004 è stato nominato 167º custode di Terra Santa e guardiano del Monte Sion, succedendo a padre Giovanni Battistelli. Tra le molte altre responsabilità, il custode di Terra Santa ha quella del rispetto dello Statu Quo.
La sua azione pastorale si è contraddistinta per equilibrio e spiccata capacità strategica e diplomatica; nella complicata mediazione tra lo stato d'Israele e le autorità palestinesi ha dichiarato di essere disponibile al dialogo con tutte le forze presenti nel territorio, per garantire la presenza della comunità cristiana in Terra Santa, che sente in pericolo. La sua voce è una delle più ascoltate nell'intricato mondo politico religioso della Terra Santa.
Dal 2008, per un quinquennio, è stato anche consultore della Commissione per i rapporti con l'ebraismo presso il Pontificio consiglio per la promozione dell'unità dei cristiani.
Nel maggio 2014 papa Francesco gli ha affidato l'incarico di organizzare l'incontro di preghiera tra il presidente d'Israele Shimon Peres, il presidente dell'Autorità Palestinese Abu Mazen e il papa stesso alla presenza del patriarca di Costantinopoli Bartolomeo I, incontro svoltosi effettivamente l'8 giugno 2014.
Anche per questo motivo il suo governo è stato insolitamente lungo, dodici anni consecutivi, essendo stato riconfermato alla guida della custodia per ulteriori tre anni nel maggio 2010 e nel giugno 2013. Con tali rielezioni il suo governo è diventato il più lungo dal 1946.
Ha terminato il suo incarico di custode il 20 maggio 2016, quando è stato eletto il suo successore Francesco Patton.

### Ministero episcopale e cardinalato

#### Amministratore apostolico di Gerusalemme
Il 24 giugno 2016 papa Francesco lo ha nominato amministratore apostolico sede vacante del patriarcato di Gerusalemme dei Latini, fino alla nomina di un nuovo patriarca, con dignità di arcivescovo; gli è stata assegnata contestualmente la sede titolare di Verbe. Ha sostituito così il patriarca Fouad Twal, dimissionario per raggiunti limiti di età. È entrato formalmente in carica il 15 luglio successivo.
Ha ricevuto l'ordinazione episcopale il 10 settembre 2016, nella cattedrale di Bergamo, dal cardinale Leonardo Sandri, prefetto della Congregazione per le Chiese orientali, co-consacranti il patriarca emerito di Gerusalemme dei Latini Fouad Twal e il vescovo di Bergamo Francesco Beschi. Il 21 settembre successivo ha fatto il suo ingresso solenne a Gerusalemme. Il 25 ottobre 2016 è stato nominato pro-gran priore dell'Ordine equestre del Santo Sepolcro di Gerusalemme mentre il 13 febbraio 2017 è stato eletto vicepresidente vicario della Conferenza dei vescovi latini nelle regioni arabe.
Il servizio episcopale di monsignor Pizzaballa come amministratore apostolico è stato contrassegnato da un quadriennio di scelte difficili prese per appianare un pesante debito economico di un centinaio di milioni di euro che la precedente amministrazione aveva accumulato soprattutto per costruire l'Università Americana di Madaba. Il processo di revisione amministrativa ed economica, lungo e rigoroso, si è concluso con l'alienazione da parte del patriarcato di importanti proprietà (fino a dieci ettari) a Nazareth per riuscire a coprire i due terzi del debito. La scelta, definita dallo stesso amministratore «dolorosa», si è resa necessaria per evitare la definitiva bancarotta del patriarcato. Al termine di questo processo, risolta buona parte della crisi economica, l'amministrazione di Pizzaballa il 4 giugno 2020 ha elaborato uno Statuto del Patriarcato Latino di Gerusalemme dove «particolare cura viene posta nel dare indicazioni in merito alla trasparenza e alla sostenibilità economico-finanziaria di tutte le singole realtà e attività poste sotto il controllo del Patriarcato - parrocchie, scuole, università, presidi assistenziali».

#### Patriarca di Gerusalemme dei Latini e cardinale
Il 24 ottobre 2020 papa Francesco lo ha nominato patriarca di Gerusalemme dei Latini e il 28 ottobre seguente gli ha imposto il pallio, nella cappella della Domus Sanctae Marthae. Il successivo 6 novembre Pizzaballa ha preso possesso della sede patriarcale.
Il 9 luglio 2023, al termine dell'Angelus, papa Francesco ha annunciato la sua creazione a cardinale; nel concistoro del 30 settembre seguente lo ha creato cardinale presbitero di Sant'Onofrio. La presa di possesso del titolo, inizialmente prevista per il 15 aprile 2024 e rinviata a causa dell'allargamento del conflitto tra Iran e Israele, si è tenuta il 1º maggio successivo.
In seguito al conflitto Gaza-Israele del 2023, il 16 ottobre 2023 si è detto pronto ad offrirsi in cambio dei bambini in ostaggio di Hamas.
Nel gennaio 2025 diviene membro del comitato promotore della Fondazione internazionale Oasis, assieme al cardinale Cristóbal López Romero, S.D.B., per promuovere i rapporti tra cristiani e musulmani e tra la Chiesa cattolica Europa, Africa e Medio Oriente.
In seguito alla morte di papa Francesco, egli partecipa a Roma ai funerali del pontefice deceduto ed al successivo conclave, conclusosi con l'elezione di papa Leone XIV; in occasione del conclave, Pizzaballa era stato da più parti considerato fra i possibili papabili.
Il 3 luglio 2025 viene nominato membro del Dicastero per il dialogo interreligioso. Il 18 luglio 2025 ha preso parte, con il patriarca greco-ortodosso Teofilo III, ad una delegazione religiosa internazionale che ha trasportato «500 tonnellate di aiuti per i cristiani di Gaza e per i loro vicini».

## Opere
- Insieme a Massimo Pazzini e altri ha collaborato alla preparazione di Ordo missae (hebraice), Jerusalem, 1994.
- Pierbattista Pizzaballa, La presenza francescana in Terra santa, Gerusalemme, Franciscan Printing Press, 2005, ISBN 978-88-6240-009-1. URL consultato il 2 maggio 2016 (archiviato dall'url originale il 17 agosto 2012).
- Pierbattista Pizzaballa, Terra Santa, Brescia, La Scuola, 2008, ISBN 978-88-350-2314-2.
- Piergiorgio Pescali, Il Custode di Terra Santa - un colloquio con padre Pierbattista Pizzaballa, Torino, ADD Editore, 2014, ISBN 978-88-6783-075-6.
- Pierbattista Pizzaballa, Il potere del cuore. Venticinque anni a Gerusalemme, seconda edizione ampliata, Milano, Edizioni Terra Santa, 2017, ISBN 978-88-6240-516-4.

## Riconoscimenti
- Premio Internazionale Bonifacio VIII ed Accademico onorario dell'Accademia Bonifaciana di Anagni (FR) - 21 settembre 2018[35]
- "Thomas More International Award 2018" - Terni - dicembre 2018[36]
- Premio "Istituto Nazionale Azzurro" - 9 maggio 2019[37]
- Premio internazionale medaglia d'oro al merito della cultura cattolica, 2023
- Cittadinanza onoraria di Bergamo, conferitagli il 7 ottobre 2023, con una cerimonia tenutasi presso l'Università degli Studi di Bergamo[38]
- Cittadinanza onoraria di Santa Maria Capua Vetere (CE), conferitagli il 25 ottobre 2015, con una cerimonia tenutasi nel teatro dell'Istituto Ancelle dell'Immacolata alla presenza dell'arcivescovo di Capua Salvatore Visco.
- Cittadinanza onoraria di Sacile (PN), conferitagli il 1º maggio 2019, con una cerimonia tenutasi presso il Palazzo Ragazzoni-Flangini-Biglia.[39]

## Genealogia episcopale e successione apostolica
La genealogia episcopale è:
- Cardinale Scipione Rebiba
- Cardinale Giulio Antonio Santori
- Cardinale Girolamo Bernerio, O.P.
- Arcivescovo Galeazzo Sanvitale
- Cardinale Ludovico Ludovisi
- Cardinale Luigi Caetani
- Cardinale Ulderico Carpegna
- Cardinale Paluzzo Paluzzi Altieri degli Albertoni
- Papa Benedetto XIII
- Papa Benedetto XIV
- Papa Clemente XIII
- Cardinale Marcantonio Colonna
- Cardinale Giacinto Sigismondo Gerdil, B.
- Cardinale Giulio Maria della Somaglia
- Cardinale Carlo Odescalchi, S.I.
- Vescovo Charles-Joseph-Eugène de Mazenod, O.M.I.
- Cardinale Joseph Hippolyte Guibert, O.M.I.
- Cardinale François-Marie-Benjamin Richard
- Cardinale Pietro Gasparri
- Cardinale Clemente Micara
- Cardinale Antonio Samorè
- Cardinale Angelo Sodano
- Cardinale Leonardo Sandri
- Cardinale Pierbattista Pizzaballa, O.F.M.

La successione apostolica è:
- Vescovo Rafic Nahra (2022)
- Vescovo Jamal Boulos Sleiman Daibes (2022)
- Vescovo Bruno Varriano, O.F.M. (2024)
- Vescovo Iyad Twal (2025)